# Монтевкі
Монтевкі (пол. Mątewki) — село в Польщі, у гміні Мокрсько Велюнського повіту Лодзинського воєводства.
Населення — 78 осіб (2011).
У 1975-1998 роках село належало до Серадзького воєводства.

## Демографія
Демографічна структура станом на 31 березня 2011 року:
|          | Загалом | Допрацездатний вік | Працездатний вік | Постпрацездатний вік |
| -------- | ------- | ------------------ | ---------------- | -------------------- |
| Чоловіки | 45      | 12                 | 28               | 5                    |
| Жінки    | 33      | 8                  | 16               | 9                    |
| Разом    | 78      | 20                 | 44               | 14                   |